# Trachipterus trachypterus
Trachipterus trachypterus är en fiskart som först beskrevs av Gmelin, 1789.  Trachipterus trachypterus ingår i släktet Trachipterus och familjen vågmärsfiskar. Inga underarter finns listade i Catalogue of Life.